# BELIEVE (栗林みな実の曲)
「BELIEVE」（ビリーブ）は、栗林みな実の楽曲。彼女の通算27枚目のシングルとして2012年10月24日にLantisから発売された。

## 概要
「BELIEVE」は、テレビアニメ『めだかボックス アブノーマル』のオープニングテーマ。「HAPPY CRAZY BOX」同様、歌詞は栗林が『めだかボックス』を読み込んだ上で制作された。
本作は、栗林本人をジャケットに用いた初回限定盤と、『めだかボックス』の主人公、黒神めだかが描かれた通常盤の2種となっている。前者には「BELIEVE」のミュージッククリップを収録したDVDが付属。店舗購入特典はブロマイド。
2012年10月28日には「HAPPY CRAZY BOX」以来半年ぶりとなるインストアイベントがバンダイナムコ未来研究所・ファンシアターで開催された。

## 収録曲
（全作詞：栗林みな実）
1. BELIEVE [4:40]
作曲・編曲：菊田大介
2. 君じゃなきゃダメな理由。 [4:43]
作曲：栗林みな実、編曲：大野宏明
3. BELIEVE（off vocal）
4. 君じゃなきゃダメな理由。（off vocal）

DVD（初回限定盤）
1. BELIEVE（Music Clip）